# 리베랄리아

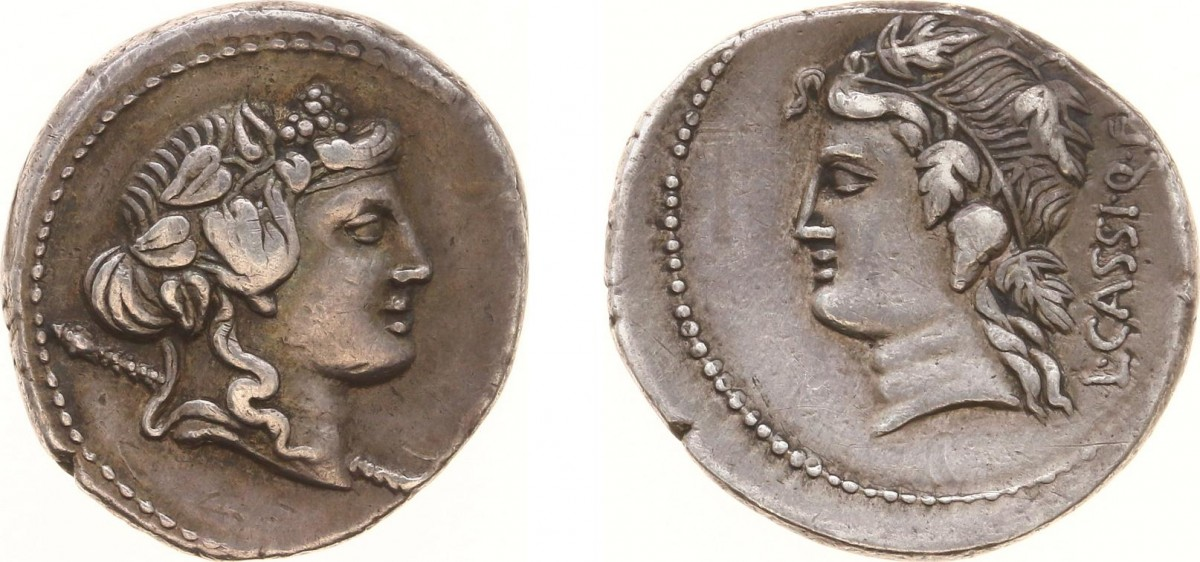
리베르와 리베라가 있는 데나리우스

리베랄리아(Liberalia, 3월 17 일)는 고대 로마 종교에서 리베르 파테르와 그의 배우자 리베라의 축제였다. 로마인들은 희생, 행렬, 우스꽝스럽고, 서투른 노래, 나무에 매달린 가면으로 리베랄리아를 축하했다.
이 축제는 어린 소년들이 성인으로 성숙한 것을 축하했다. 일반적으로 15세 또는 16세의 로마 소년들은 금이나 가죽으로 만든 속이 빈 부적인 불라 프라에텍타(bula praetexta)를 제거했다. 이 부적은 부모가 악령을 물리치기 위해 어린이의 목에 걸어두었다. 리베랄리아 의식에서 젊은이들은 제단에 불라를 놓고(머리카락이나 첫 번째 면도의 그루터기가 안에 놓여 있음) 가정과 가족의 신인 라레스에게 바칠 수 있다. 어머니들은 종종 버려진 수소를 되찾아 미신을 금했다. 아들이 대중의 승리를 거둔다면 어머니는 부러워하는 사람들이 아들에게 바라는 모든 악을 물리치기 위해 불라를 보여줄 수 있다. 젊은이들은 토가 프라에텍타(toga praetexta)를 버렸다. 에트루리아식 드레스로 넓은 보라색 테두리로 장식되었으며, 소년 소녀들은 불라와 함께 착용했다. 소년들은 순백의 토가 비릴리스(toga virilis) 또는 “남자의 토가”라는 성인의 옷을 입었다. 의복은 그를 로마 시민, 따라서 유자격 유권자로 식별했다.
축하 행사는 고대 다산과 포도주의 신인 리베르 파테르(예: 그리스 신 디오니소스의 로마 버전인 바쿠스)를 기리기 위한 것이었다. 리베르 파테르는 또한 종자를 보호하는 책임이 있는 초목의 신이었다. 다시 디오니소스와 마찬가지로 그에게도 여사제들이 있었지만, 리베르의 사람이라는 사케르도스 리베리로 알려진 나이든 여성이었다. 담쟁이덩굴로 화환을 두르고 기름과 꿀로 특별한 케이크 즉 리비아를 만들었다. 이 케이크는 지나가는 신도들이 그들을 대신하여 희생하게 할 것이다. 시간이 지남에 따라 이 축제는 진화하여 여신 리베라를 포함했으며, 축제는 리베르가 수컷 씨를, 리베라가 암컷을 다스리도록 나누어졌다. 축제에 대한 그의 연감 항목에서 오비드는 리베라를 아리아드네의 하늘의 현신으로 식별한다.
의식은 ‘국가적’ 또는 소박한 의식이었다. 이 행렬에는 땅과 백성에게 다산의 축복을 가져다주고 악으로부터 농작물을 보호하기 위해 신도들이 시골 전역에서 운반하는 큰 남근이 등장했다. 행렬이 끝나면 유덕하고, 존경받는 수녀가 남근에 화환을 주었다.
3월 16일과 17일에 열리는 아르게이 행렬은 리베랄리아와 관련이 있다. 아르게이는 로마 전역에서 볼 수 있는 형태도 얼굴도 없는 매우 강력한 신인 누미나가 만든 27개의 신성한 신사였다. 그러나 현대 학자들은 그 의미나 용법을 찾지 못했다. 아르게이 축제에서 아르게이라고도 하는 30개의 인물이 러시에서 사람을 닮은 모양으로 만들어졌다. 그해 말에 그들은 강에 던져졌다. 이 기념행사의 기원은 확실하지 않지만, 많은 학자들은 이것이 누마족을 달래고 찬양하기 위한 의례적인 제물이었을 수도 있고, 30개의 아르게이가 아마도 30명의 나이든 로마 퀴리아, 혹은 아마도 30개의 라틴 마을들을 대표했을 것이라고 생각한다. 다른 고대 학자들은 부들 아이콘을 사용하는 것이 사투르누스를 기리기 위해 행해진 인간 희생을 기념하는 사람들을 저지하기 위한 것이라고 썼다. 일부 역사적 문서에 따르면 아르게이(신성한 장소)는 헤라클레스와 함께 로마로 온 추장들의 이름을 따서 카피톨리누스(사투르누스) 언덕을 차지했다. 현재로서는 이 정보를 확인할 수 있는 방법이 없지만, 로마가 펠라스기인에 의해 건설되었으며, 아르고스라는 이름이 그 그룹과 연결되어 있다는 믿음과 일치한다.
리베랄리아는 현대에 비교적 알려지지 않은 사건이지만, 리베랄리아와 로마 여신 리베라에 대한 언급은 오늘날에도 여전히 온라인과 점성술에서 발견된다.

## 같이 보기
- 디오니소스제